# Lircay (distrito)
Lircay é um distrito do Peru, departamento de Huancavelica, localizada na província de Angaraes.

## Transporte
O distrito de Lircay é servido pela seguinte rodovia:
- PE-26B, que liga o distrito de Huancavelica (Região de Huancavelica) à cidade de Pacaycasa (Região de Ayacucho)
- HV-107, que liga a cidade de Rosario  ao distrito
- HV-108, que liga a cidade de Secclla  ao distrito
- HV-115, que liga a cidade de Santa Ana  ao distrito
- HV-116, que liga a cidade de Pilpichaca  ao distrito [1][2][3]